# Țara Minunilor

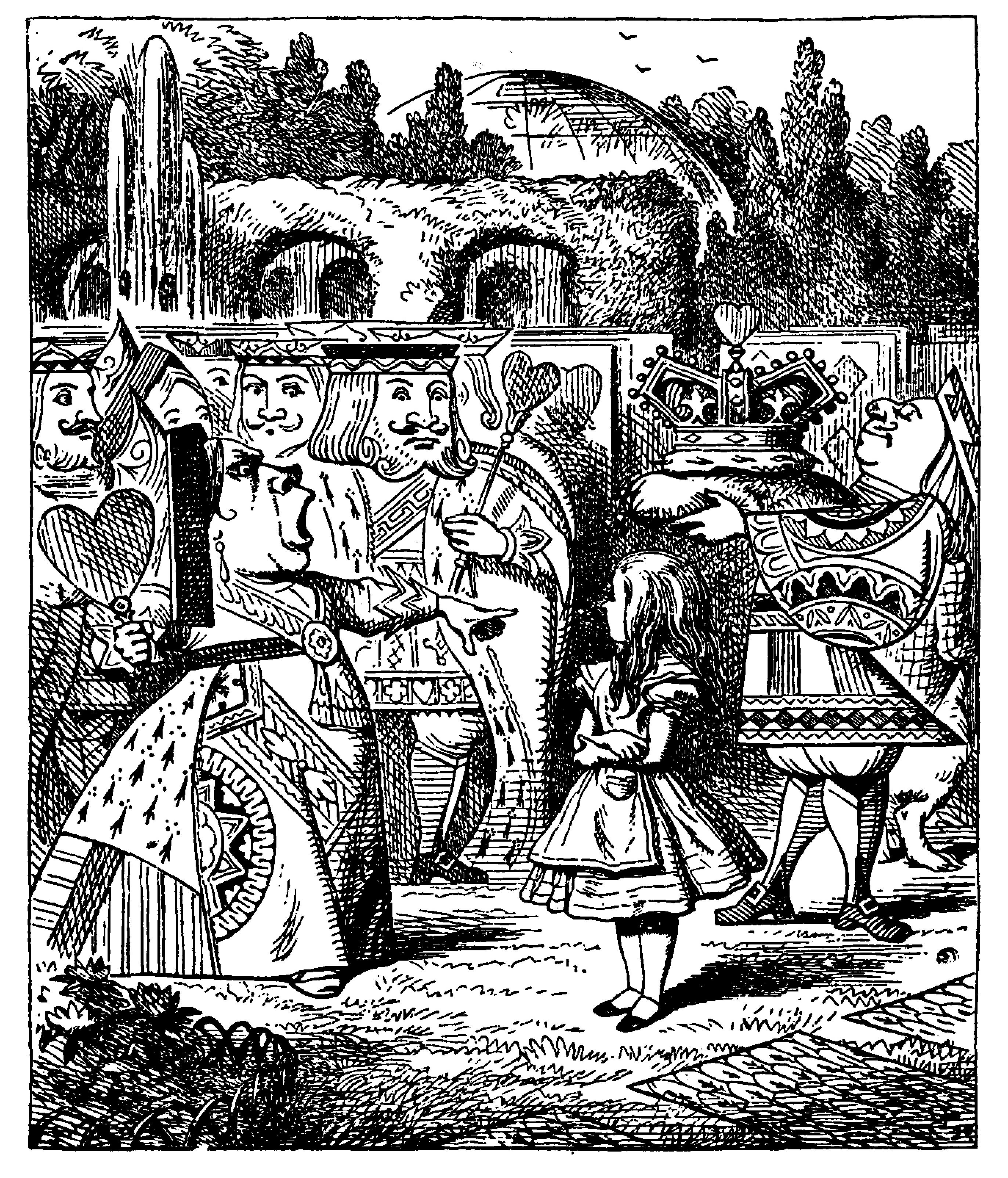
Grădina regală din Țara Minunilor

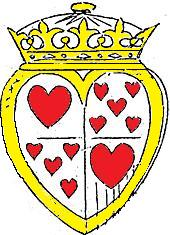
Stema Țării Minunilor

Țara Minunilor este locul ficțional în care se petrece acțiunea romanului pentru copii Alice în Țara Minunilor (1865) al lui Lewis Carroll.

## Geografie
În poveste, se ajunge în Țara Minunilor printr-un pasaj subteran, iar Alice ajunge acolo căzând printr-o vizuină de iepure. Acel loc magic se află aparent undeva sub comitatul Oxfordshire, dar Carroll nu precizează cât de îndepărtat este, iar Alice se întreabă dacă este aproape de centrul pământului sau chiar la Antipozi. Tărâmul este puternic împădurit și acolo cresc ciuperci. Există grădini bine întreținute și case mari, cum ar fi cele ale Ducesei și ale Iepurelui de Martie. Țara Minunilor are o coastă maritimă, unde trăiește Falsa Broască Țestoasă.

## Conducere
Țara este condusă nominal de Regina de Cupă, ale cărei decizii capricioase de condamnare la pedeapsa capitală sunt în mod obișnuit anulate de către Regele de Cupă. Există cel puțin o Ducesă.

## Locuitori
Populația principală este formată din cărți de joc animate: familia regală (cărți de cupă), curteni (cărți de caro), soldați (cărți de treflă) și servitori (cărți de pică). În plus, există multe animale vorbitoare. Printre personajele pe care Alice le întâlnește sunt:
- Șopârla Bill
- Domnul Omidă
- Pisica de Cheshire
- Pasărea Dodo
- Bursucul
- Ducesa
- Grifonul
- Regele de Cupă
- Valetul de Cupă
- Pălărierul
- Iepurele de Martie
- Falsa Broască Țestoasă
- Pet
- Regina de Cupă
- Iepurele Alb

## Reprezentări artistice
Țara Minunilor este reprezentată în multe dintre adaptările romanului:
- Țara Minunilor apare în filmul animat al lui Walt Disney Alice în Țara Minunilor (1951).
- Țara Minunilor este reprezentată în filmul lui Tim Burton Alice în Țara Minunilor (2010). Aici, ea este numită Underland; Alice ar fi auzit greșit numele ei în copilărie, crezând că era „Țara Minunilor”. Alice se întoarce în Țara Minunilor atunci când Regina Albă o provoacă pe sora ei cea tiranică, Regina Roșie, pentru coroana ținutului Underland.
- Țara Minunilor este prezentată în unele episoade din serialul de televiziune american Once Upon a Time. Regina cea Rea a trimis-o acolo pe mama ei, Cora, care a devenit în cele din urmă actuala Regină de Cupă.
  - În spin-off-ul numit Once Upon a Time in Wonderland, Alice se întoarce în Țara Minunilor, după ce a fost salvată din Spitalul Regal Bethlem de Valetul de Cupă și de Iepurele Alb unde Alice intenționa să-l salveze pe prietenul djinn Cyrus de Jafar și Regina Roșie. Printre locurile din Țara Minunilor unde se petrece acțiunea sunt Pădurea Neagră (o pădure întunecată, pe unde nu pătrunde lumina) și Crângul Boro (în care cei afectați de mirosul parfumului de flori sunt hipnotizați și se transformă încetul cu încetul în copaci), Marea care Fierbe (care este o mare de apă clocotită), Vizuina lui Jafar (o insulă plutitoare unde Jafar trăiește și își ține prizonierii), Mlaștina de Nalbă (o mlaștină, care constă dintr-un pământ lipicios asemănător cu bezelele), Pajiștea Mimsy (în care Alice și Cyrus au îngropat lampa lui Cyrus până când a fost dezgropată de Iepurele Alb la porunca Reginei Roșii), Tărâmul Exterior (marginea Țării Minunilor, în care Alice și Cyrus au așezat un cort invizibil dăruit lui Cyrus de Omidă), Palatul Reginei de Cupă, Pădurea Tulgey (o pădure în care se află casa Pălărierului Nebun), Tărâmul Subteran (care servește ca vizuină pentru Omidă și strângătorii lui), Pădurea Șoaptelor (unde a locuit un om deformat numit Grendel până când el a fost ucis de Jafar) și Castelul Minunilor (unde locuiește Regina Roșie).